# Lydia Katjita
Lydia Katjita (sinh ngày 15 tháng 10 năm 1953 tại Omatjete, Erongo Region, Namibia) là cựu thành viên của Quốc hội Namibia và Quốc hội Pan-African.

## Tiểu sử
Lydia Katjita sinh ngày 15 tháng 10 năm 1953 tại Omatjete ở vùng Erongo của Namibia. Năm 1989, bà nhận được Chứng chỉ Giáo dục Tiểu học Cao hơn (HPEC) từ Đại học Namibia. Bà đã có bằng B.A. từ Đại học Nam Phi năm 1996 và ghi danh vào chương trình Thạc sĩ Quản lý và Quản lý Giáo dục tại Đại học Namibia vào năm sau đó.
Từ năm 1980 đến khi bắt đầu sự nghiệp chính trị quốc gia vào năm 1999, Katjita là một giáo viên. Trong thời gian này, bà đã giữ nhiều chức vụ khác, bao gồm Trưởng khoa Khoa học, Toán học, Anh ngữ, và tiếng Afrikaan tại Bộ Giáo dục tại Grootfontein (1993–1999), thành viên Hội đồng Quản trị và Ban Quản lý Trường Tiểu học Anh ngữ Kalenga (1993–1999), Thủ quỹ của Giáo hội Tin Lành Lutheran ở Grootfontein (1994 – gần đây), Chủ tịch Hội đồng Thị trấn Grootfontein (1995–1996), giáo viên bán thời gian tại Trường Cao đẳng Nam Mở (NAMCOL) ở Grootfontein (1995–) 1999), và trợ lý nghiên cứu cho Tiến sĩ S. Ellingson tại Đại học Namibia (1997).
Katjita trở thành thành viên của Quốc hội lần thứ ba của Namibia vào năm 2000 (đại diện cho SWAPO) và vẫn còn giữ chức vụ cho đến sau cuộc bầu cử quốc hội Nam Tư tháng 11 năm 2004. Trong khi làm việc, bà tập trung đặc biệt vào luật pháp ảnh hưởng đến các vùng nông thôn và là thành viên của ủy ban thường trực về Nhân sự và Phát triển Giới và về các Đặc quyền và Báo cáo của Thanh tra viên